# Halothamnus kermanensis
Halothamnus kermanensis är en amarantväxtart som beskrevs av Kothe-heinr. Halothamnus kermanensis ingår i släktet Halothamnus och familjen amarantväxter. Inga underarter finns listade i Catalogue of Life.